# 哈姆扎·本·侯賽因 (約旦王子)
哈姆扎·本·侯賽因（1980年3月29日—）是约旦国王侯賽因一世和他來自美國的努爾王后的長子，出生于安曼。根據家譜，王子是伊斯蘭教先知穆罕默德的後裔。 2022年4月，哈姆扎放棄了他的王室頭銜。
他在1999年被其同父異母的哥哥阿卜杜拉二世立為约旦王儲（The Crown Prince of Jordan），但其位置在2004年被國王撤去。

## 生平
哈姆扎王子在1980年3月29日於安曼候賽因國王醫療中心出生，他母親努爾王后是侯賽因國王的第四任妻子，因此他當時已有8位同父異母的哥哥及姊姊（其中一位為領養的孩子）。王子在約旦接受早年教育。完成小學後，他跟隨王室傳統到英國的貴族學校哈罗公学留學，其後1999年在桑德赫斯特皇家军事学院以優異成績畢業，2006年畢業於哈佛大学。

## 繼承人問題
2004年11月28日，阿卜杜拉國王在國立電視台宣布解除哈姆扎的王儲頭銜。國王當時並沒有立新王儲，但有分析指國王此舉是希望將來立自己的兒子侯賽因為繼承人，而最終國王在5年之後也的確這樣做。
努爾王后在其自傳曾提及由於王子小時候在約旦受教育，他能說流利的阿拉伯語。在阿拉伯之春其間，國內有聲音要求哈姆扎王子取代阿卜杜拉二世，指出王子的阿拉伯語比阿卜杜拉國王好（擁有藍眼睛的國王自幼在西方留學，說英語比阿拉伯語還要好）。

## 逮捕
2021年4月3日，哈姆扎发布影片自称遭到软禁。但约旦軍方否認，不過約旦軍方要求其停止针对国家安全和稳定的活动。华盛顿邮报援引一位情报官员称，这次逮捕是因为有人策劃针对约旦国王的阴谋。此外，约旦军方還逮捕了约旦国王阿卜杜拉二世的一位前顾问、一位王室成员和其他数人。4月4日，约旦副首相兼外交与侨务大臣表示，约旦近期挫败一起哈姆扎·本·侯賽因等人参与、与境外势力相勾连的危害国家安全活动。2021年4月5日，哈姆扎與約旦國王達成和解，表示自己將继续效忠国王及约旦宪法。

## 婚姻及家庭

### 首段婚姻
2003年8月29日當時的哈姆扎王儲和他遠房表妹努兒·賓特·亞森公主（Princess Noor bint Asem）結婚，並再在2004年5月27日舉行正式婚禮。兩人育有一女，取名哈雅·賓特·哈姆扎公主（2007年4月18日出生）。夫婦在2009年9月9日離婚。

### 第二段婚姻
2012年1月12日，哈姆扎王子和來自加拿大的巴絲瑪·賓尼·阿瑪德（Basmah Bani Ahmad）結婚，兩人育有四名女兒：席恩·賓特·哈姆扎公主（2012年11月3日出生）、努爾·賓特·哈姆扎公主（2014年7月5日出生）、巴迪雅·賓特·哈姆扎公主（2016年4月8日出生）及娜菲莎·賓特·哈姆扎公主（2018年2月7日出生）。